# Medialink
Medialink Group Limited là đơn vị phân phối nội dung anime bản quyền và cấp phép thương hiệu có trụ sở chính tại Đường Ma Địa Đạo (Mody Road), Tiêm Sa Chủy, Cửu Long, Hồng Kông. Medialink hiện là đơn vị sở hữu giấy phép phát hành và phân phối cho một số bộ anime nổi tiếng như Chuyện tình thanh xuân bi hài của tôi quả nhiên là sai lầm, Oshi no Ko, Yuru Camp△, Horimiya, Konosuba: Phúc lành cho thế giới tuyệt vời này, No Game No Life, Làm lại cuộc đời của chúng ta!, Takt Op. Destiny,...

## Lịch sử
Medialink được Triệu Tiểu Yên đăng ký thành lập vào tháng 3 năm 1994 tại Hong Kong Companies Registry (cơ quan đăng ký công ty Hồng Kông) với tên gọi MediaLink International. Vào năm 2018, đồng sáng lập Triệu Tiểu Yên và Triệu Tiểu Phượng đã tiến hành hợp nhất 2 công ty Medialink Entertainment và Medialink Animation International thành tập đoàn Medialink Group. Vào năm 2019, tập đoàn được niêm yết trên sàn giao dịch chứng khoán Hồng Kông.

## Phân phối trong khu vực

#### Phân phối vật lý
Công ty phân phối các nội dung anime mà họ sở hữu bản quyền ở các thị trường Đông Nam Á, Nam Á, Trung Quốc Đại lục, Đài Loan, Hồng Kông, Ma Cao, Micronesia và Polynesia. Công ty không trực tiếp phát hành các tựa phim của mình, thay vào đó công ty cung cấp giấy phép phụ cho các đơn vị phân phối như Asia Video Publishing ở Hồng Kông, CaiChang International Multimedia ở Đài Loan, Dream Express (DEX) và trước đó là Rose Media and Entertainment ở Thái Lan.

#### Phân phối kỹ thuật số và truyền hình
Medialink Entertainment sử dụng giấy phép phụ để đưa các tác phẩm mà họ sở hữu bản quyền phát sóng tại khu vực lên các nền tảng OTT và các kênh truyền hình truyền thống. Vào năm 2018, công ty đã ra mắt thương hiệu mới với tên gọi Ani-One để phân phối những tựa anime mới và các tựa anime cũ lên nền tảng của những đối tác trong khu vực mà họ sở hữu bản quyền. Một số nền tảng đáng chú ý của công ty có thể kể đến như là Netflix, Aniplus Asia, Animax Asia, iQIYI, Bilibili, Dimsum,... Công ty cũng phân phối những nội dung anime lên kênh YouTube của công ty kể từ tháng 10 năm 2019.

Biểu trưng nhận diện thương hiệu Ani-One.

Vào ngày 10 tháng 4 năm 2021, Medialink đã thông báo rằng họ đã đạt được quan hệ đối tác với Mediacorp, với quan hệ đối tác này, công ty đã mang tựa anime mà mình có giấy phép phân phối lên nền tảng meWATCH của Mediacorp. Vào ngày 1 tháng 7 năm 2021, Medialink đã giới thiệu một gói thành viên có tên là Ani-One ULTRA để phát sóng đồng thời những tựa Anime mới có chọn lọc và cả một số tựa phim cũ trên kênh YouTube Ani-One.

## Một số tác phẩm nổi bật
Dưới đây là danh sách một số tựa phim do Medialink sở hữu bản quyền cấp phép và phân phối trong khu vực. Đây không phải là danh sách phim phát hành trên nền tảng YouTube Ani-One của công ty. 
- Takt Op. Destiny
- Làm lại cuộc đời của chúng ta!
- Horimiya
- Oshi no Ko
- Bleach
- Code Geass
- Sakura Thủ lĩnh thẻ bài
- Dr.STONE
- The Familiar of Zero
- Shokugeki no Sōma
- Gintama
- Haikyu!!
- Jujutsu Kaisen
- KonoSuba:Phúc lành cho thế giới tuyệt vời này!
- Dã ngoại thảnh thơi
- Chuyện tình thanh xuân bi hài của tôi quả nhiên là sai lầm
- My Hero Academia
- No Game No Life
- Overlord
- The Promised Neverland (cho khu vực Hồng Kông, Ma Cao và Đài Loan)
- Gửi em, người bất tử
- Tanya chiến ký
- Tôi là nhện đấy, có sao không?
- Soul Eater
- Tokyo Ghoul:re
- Yashahime: Princess Half-Demon

## Các thương hiệu khác
Medialink Animation International quản lý việc kinh doanh cấp phép thương hiệu. Nó liên quan đến việc cấp phép cho các thương hiệu khác nhau, bao gồm Garfield, Popeye, Betty Boop, The Little Prince, and My Hero Academia. Từ năm 2019, Medialink đã bắt đầu đồng sản xuất và tài trợ cho một số dự án anime.

##### Ani-Mall
Vào năm 2020, Medialink bắt đầu tham gia vào lĩnh vực kinh doanh thương mại điện tử trong thời kì Đại dịch COVID-19 bùng nổ. Ra mắt vào tháng 8 năm 2020, Ani-Mall là cửa hàng trực tuyến bán quần áo, đồ chơi theo chủ đề anime và các hàng hóa khác từ các thương hiệu được cấp phép của Medialink.

##### Ani-Kids
Vào ngày 19 tháng 9 năm 2020, Medialink đã ra mắt nền tảng VOD giải trí & giáo dục trên MyTV SUPER dành cho trẻ em ở các trường mầm non.

## Sơ đồ các công ty trực thuộc
Tính đến  ngày 30 tháng 4 năm 2019.
- RLA Company Limited
  - Medialink Group Limited
    - Medialink Licensing Holdings Limited
      - Medialink Animation International Limited
      - Medialink (Far East) Limited
        - Medialink (Shanghai) Co., Ltd.
          - Medialink (Shanghai) Co., Ltd. (Beijing)
          - Medialink (Shanghai) Co., Ltd. (Guangzhou)

      - Medialink Brand Management Pte., Ltd.
      - Medialink (Asia) Limited
        - Medialink (Asia) Limited (Taiwan)

    - Medialink Entertainment Holdings Limited
      - Medialink Pacific Limited
      - Medialink Entertainment Limited
        - Medialink Cultural & Creative (Beijing) Limited

    - Medialink Investment Holdings Limited
      - Medialink Holdings Limited
        - Whateversmiles Limited
          - Whateversmiles株式會社